# Gail Roberta Martin
Gail Roberta Martin (Nova Iorque, 1944) é uma bióloga embriologista e do desenvolvimento estadunidense  . É professora da Universidade da Califórnia em São Francisco.

## Condecorações (seleção)
- 1991 Bolsa Guggenheim[1]
- 1991 membro da Academia de Artes e Ciências dos Estados Unidos[2]
- 2002 Medalha Edwin Grant Conklin[3]
- 2002 membro da Academia Nacional de Ciências dos Estados Unidos[4]
- 2006/2007 Presidente da Society for Developmental Biology[5]
- 2007 Prêmio Pearl Meister Greengard[6]
- 2015 membro estrangeiro da Royal Society